# Vipio scaber
Vipio scaber är en stekelart som beskrevs av Gaspard Auguste Brullé 1846. Vipio scaber ingår i släktet Vipio och familjen bracksteklar. Inga underarter finns listade i Catalogue of Life.